# Abe Lenstra Stadion
Abe Lenstra Stadion é um estádio de futebol situado em Abe Lenstra Boulevard 23Q, Heerenveen, nos Países Baixos. É utilizado principalmente para os jogos do clube de futebol SC Heerenveen. O estádio foi nomeado em homenagem à Abe Lenstra, geralmente considerado o maior jogador da história do clube, e construído em 1993 com uma capacidade inicial para 14.300 espectadores. Ao longo dos anos, a capacidade aumentou para 26.100 espectadores.